# Acer hybridum
Acer hybridum é uma espécie de árvore do gênero Acer, pertencente à família Aceraceae.